# Sztandart (1999)
Sztandart (ros. Штандарт, trans. ang. Shtandart, MMSI 518999255) – replika fregaty z 1703 r. – okrętu flagowego rosyjskiej floty zaprojektowanego przez cara Piotra Wielkiego i zbudowanego przy jego udziale.

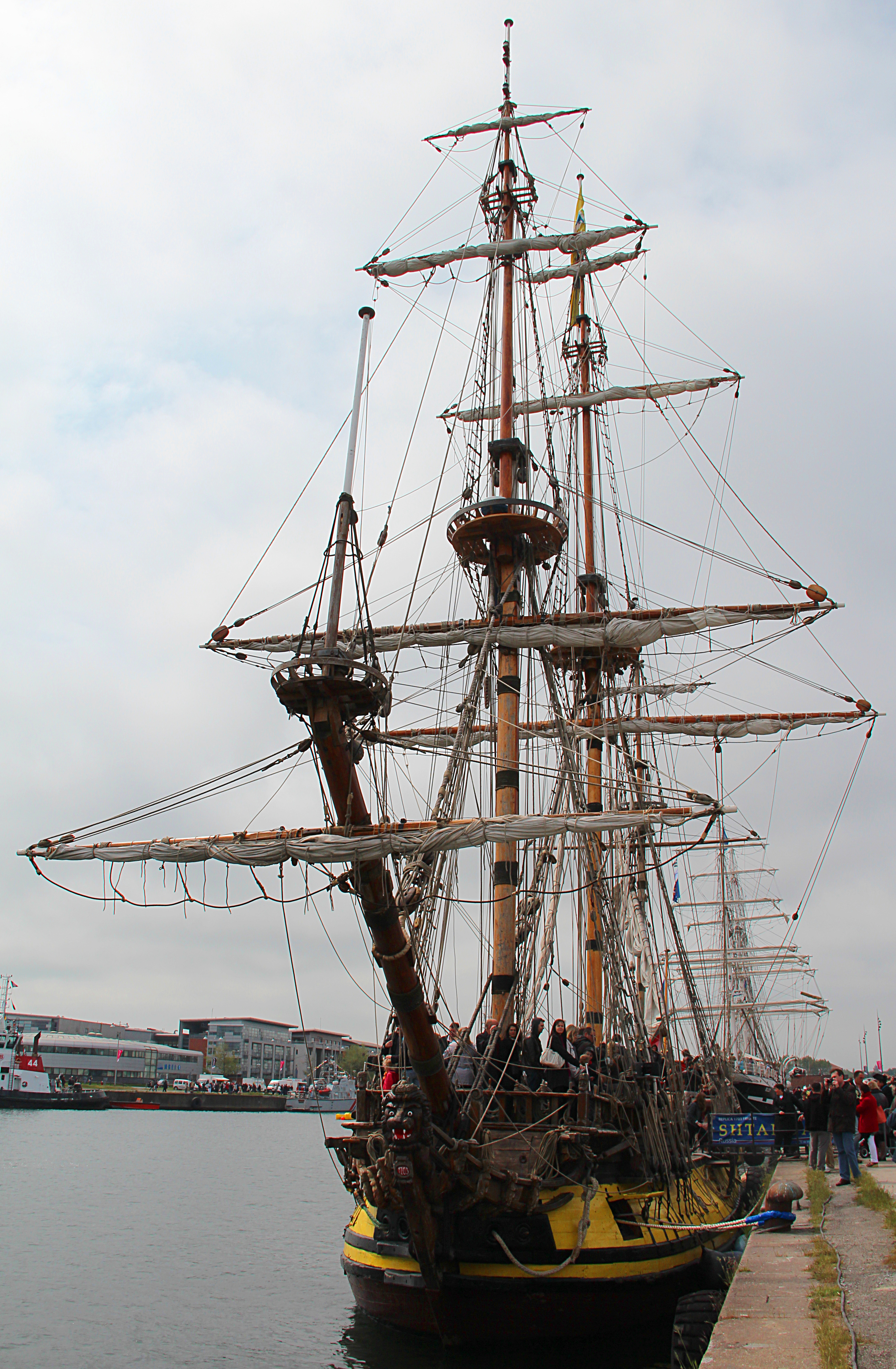
Dunkierka (2013)

Inicjatorem odbudowy żaglowca i jednocześnie jego pierwszym kapitanem jest rosyjski historyk Vladimir Martus. Dzięki pomocy historyka Victora Krajnyukowa udało się zebrać podstawowe informacje na temat konstrukcji i budowy fregaty. Pomimo posiadania jedynie XVIII-wiecznej ryciny ukazującej Sztandart podczas bitwy, zdecydowano się na budowę repliki. Prace rozpoczęto 4 listopada 1994 r. Do budowy użyto tych samych materiałów i wykorzystano takie same techniki jak w przypadku pierwowzoru. Gwoździe (8 tys. sztuk) i okucia zostały ręcznie wyprodukowane, natomiast drzewa (250 szt.) zostały ręcznie ścięte na terenie parków w pobliżu Sankt Petersburga. Do budowy żaglowca użyto kilku rodzajów drewna w zależności od przeznaczenia:
- drewno dębowe – przeznaczone zostało na stępkę i wręgi;
- drewno sosnowe – na pokład, maszty, reje;
- drewno modrzewiowe – na kadłub i poszycie pokładu;
- z drewna lipowego wykonano rzeźby – na dziobie: sylwetkę lwa i syren morskich, na rufie – trójgłowego smoka, cesarskiego herbu oraz Neptuna].

Statek został ochrzczony 30 maja 1998, natomiast wodowanie miało miejsce 4 września 1999. Pierwszy rejs odbył się 24 czerwca 2000 r.
Sztandart uczestniczył w regatach żaglowców Tall Ships' Races w latach: 2001, 2004, 2005, 2007, 2009, 2010, 2013.
W 2007 Sztandard wystąpił w rosyjskim filmie ros. Слуга государев, trans. Sluga gosudarev, pl. Pański sługa.